# تيد هودسون
تيد هودسون هو لاعب هوكي الجليد كندي، ولد في 30 يونيو 1945.

## وصلات خارجية
- تيد هودسون على موقع دوري الهوكي الوطني (الإنجليزية)
- تيد هودسون على موقع قاعة مشاهير الهوكي (لاعب أن.إتش.أل) (الإنجليزية)
- تيد هودسون على موقع EliteProspects.com (الإنجليزية)
- تيد هودسون على موقع HockeyDB.com (الإنجليزية)
- تيد هودسون على موقع Hockey-Reference.com (الإنجليزية)